# ماكينزي كروك
ماكينزي كروك (بالإنجليزية: Mackenzie Crook)‏ هو كوميدي ارتجالي وممثل بريطاني، ولد في 29 سبتمبر 1971 في المملكة المتحدة.

## أعمال

### أفلام
- (2003)  لعنة اللؤلؤة السوداء[5][6]
- (2004) العثور على أرض الخلود[7]
- (2004) تاجر البندقية
- (2006) أرض العميان
- (2006)  صندوق الرجل الميت
- (2007)  في نهاية العالم
- (2008) مدينة إيمبر
- (2009) سليمان كين
- (2011) مغامرات تان تان[8][9]
- (2014) الدمى الأكثر طلبا

## ترشيحات
- جائزة توني لأفضل ممثل في مسرحية [الإنجليزية]‏ (2011)

## وصلات خارجية
- ماكينزي كروك على موقع IMDb (الإنجليزية)
- ماكينزي كروك على موقع ألو سيني (الفرنسية)
- ماكينزي كروك على موقع أول موفي (الإنجليزية)
- ماكينزي كروك على موقع قاعدة بيانات برودواي على الإنترنت (الإنجليزية)
- ماكينزي كروك على موقع قاعدة بيانات الأفلام السويدية (السويدية)
- ماكينزي كروك على موقع إن إن دي بي (الإنجليزية)
- ماكينزي كروك على موقع قاعدة بيانات الفيلم (الإنجليزية)
- ماكينزي كروك على موقع كينوبويسك (الروسية)